# La Ferté-sur-Chiers
La Ferté-sur-Chiers é uma comuna francesa na região administrativa de Grande Leste, no departamento Ardenas. Estende-se por uma área de 6,31 km². Em 2010 a comuna tinha 177 habitantes (densidade: 28,1 hab./km²).

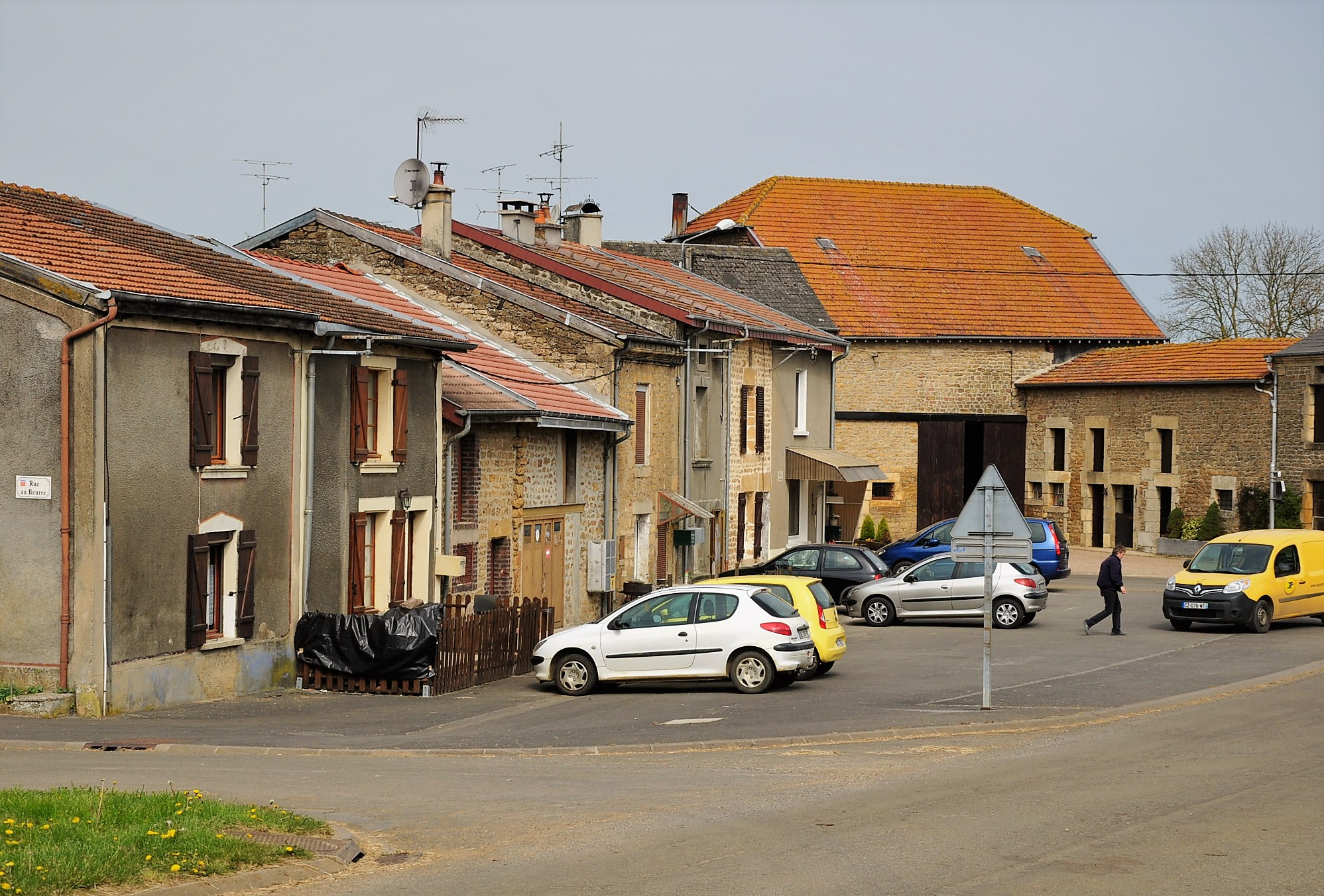
La Ferté-sur-Chiers